# Mary Weber
Mary Ellen Weber (Cleveland, 24 augustus 1962) is een Amerikaans voormalig ruimtevaarder. De eerste missie van Weber was STS-70 met de spaceshuttle Discovery en vond plaats op 13 juli 1995. Tijdens de missie werd de zevende en tevens laatste Tracking and Data Relay satelliet (TDRS-G) in een baan rond de aarde gebracht.
Weber maakte deel uit van NASA Astronautengroep 14. Deze groep van 24 ruimtevaarders begon hun training in 1992 en had als bijnaam The Hogs.
In totaal heeft Weber twee ruimtevluchten op haar naam staan, waaronder een missie naar het Internationaal ruimtestation ISS. In 2002 verliet zij NASA en ging zij als astronaut met pensioen. 